# Decision in the Desert
Decision in the Desert es un videojuego de guerra para computadora diseñado por Sid Meier y Ed Bever y publicado por MicroProse en 1985. Se lanzaron versiones para Apple II, Atari de 8 bits, Commodore 64 e IBM PC compatibles.

## Modo de juego
Decision in the Desert es un juego en el que se representan cinco batallas: Sidi Barrani, Crusader, Gazala, First Alamein y Alam Halfa.

## Recepción
M. Evan Brooks revisó el juego para Computer Gaming World y afirmó que «si bien DITD carece de un escenario de campaña, la escala ofrece una explicación razonable».

### Reseñas
- Zzap! - diciembre de 1985[2]
- Computer Gamer # 8 (1985-11)[3]
- Computer Gaming World - noviembre de 1991